# Inbound Port 25 Blocking
Inbound Port 25 Blocking(IP25B)はインターネットサービスプロバイダ（ISP）のメールサーバが動的なIPアドレスから送られてくる電子メールをブロックする手法。

## 概要
この方法は、スパム（迷惑メール）を受け取らないようにする目的で多用されるようになった。
一般個人のプロバイダ契約で多く利用されている、動的な（固定でない）IPアドレスに対して、ダイナミックDNSを用いて独自ドメイン名のメールサーバ（自宅サーバ）を稼働させ、ここからメールを送信すると、宛先ISPがIP25Bを導入している場合、この影響を受ける。

## 対処方法
宛先ISPがIP25Bを導入している場合、送信元の独自ドメインメールサーバが接続されている回線契約を固定IPアドレスの契約に変更しない限り、対処方法はない。
固定IPアドレスの契約にしない（できない）場合、独自ドメインメールサーバを外部のホスティング業者のサーバに移し、OP25Bの対処の方法であるポート番号587を指定して、外部のメールサーバへ送り込む方法しかない。

## IP25Bが導入されているインターネットサービスプロバイダ
- OCN
- @nifty
- So-net